# Hadise
Hadise, pseudoniem van Hadise Açıkgöz (Mol, 22 oktober 1985), is een Belgisch-Turkse zangeres.
Hadise raakte bekend toen ze op haar zeventiende meedeed aan de Vlaamse versie van de talentenwedstrijd Idool in 2003. Hoewel ze de finale niet haalde, werd Hadise toch opgemerkt en kreeg ze een platencontract. Ze bracht haar debuutalbum, genaamd Sweat, zowel in België als Turkije uit. Het album zorgde voor vijf hits in de Ultratop 50. In 2008 bracht Hadise een tweede album, Hadise, op de markt. Dit album was goed voor drie hits in beide landen.
Hadise experimenteert in haar muziek vaak met R&B gecombineerd met oosterse invloeden en heeft al meerdere prijzen gewonnen in de categorie urban. In 2009 vertegenwoordigde ze Turkije op het 54e Eurovisiesongfestival met het nummer Düm Tek Tek. Met 177 punten eindigde ze als vierde. In 2009 verhuisde ze ook volledig naar Turkije, waar ze sindsdien de best betaalde popster werd. Dankzij haar Turkse populariteit was zij eind 2014 de Belg met, op Eden Hazard na, het meest aantal volgers op Twitter; ze had er toen 2.109.873.

## Biografie
Hadise werd geboren op 22 oktober 1985 in Mol, in de provincie Antwerpen. Haar naam betekent 'fenomeen' of 'incident' en werd bedacht door haar grootvader. De naam was eigenlijk bedoeld voor haar oudere zus. Hij stuurde een brief van Turkije naar de ouders van Hadise in België, waarin hij de naam "Hadise" voorstelde maar door een strenge winter kwam de brief te laat en werd de naam uiteindelijk bewaard voor Hadise.
Haar ouders zijn afkomstig uit de Turkse stad Sivas, en migreerden naar België, waar ze zich vestigden in Mol. Hadise wist al op heel jonge leeftijd dat ze een carrière in de muziek ambieerde. Hoewel ze al een professionele zangeres is sinds haar zeventiende, ging ze toch verder studeren en behaalde zo haar bachelor marketing aan de PHL in Hasselt.
Hadise spreekt vijf talen: Turks, Nederlands, Engels, Frans en Duits.
In 2002 werd ze gekroond tot Miss Mol.  

### Idool 2003
Ze was voor het eerst op televisie te zien in het VTM-programma Idool 2003. Ze werd in de voorronde vijfde met haar versie van Beautiful.
Na haar verschijning in Idool 2003 werd ze opgemerkt door een platenfirma, die haar vervolgens een contract aanbood.

### Urban
De muziek van Hadise situeert zich in de r&b-genre, klinkt internationaal en is het best te omschrijven als rhythm-and-blues met oosterse invloeden. De singles van Hadise krijgen veel airplay op vrijwel elk groot radiostation in Vlaanderen. Ze is daarmee een van de weinige artiesten wiens singles zowel op de mainstreamzenders, als op de meer alternatieve kanalen gedraaid worden.
Haar bekendste nummers zijn Sweat, Stir me up, Bad boy, Milk chocolate girl en A good kiss. Deze singles deden het goed in de hitparade. My body kwam in de eerste week binnen op plaats acht van de Ultratop 50. In 2009 scoorde ze met Düm Tek Tek haar eerste nummer 1-hit. De single was de Turkse inzending van het Eurovisiesongfestival 2009. De single hield het drie weken vol op de koppositie.

### TMF Awards
In 2006 werd ze gevraagd als presentatrice van het programma Turkiye Popstar, dat te zien was op de Turkse zender Star TV. Dit combineerde ze met haar studies marketing in Hasselt, die ze in datzelfde jaar met succes afrondde. In de zomer van 2006 toerde ze met een liveband doorheen heel Vlaanderen. Later dat jaar werd ze ook nog eens bekroond op de TMF Awards in België, waar ze de prijs kreeg voor "Best Urban Nationaal".
In 2007 kreeg ze in België voor de tweede keer de TMF Award in de categorie "Best Urban Nationaal".

### 'Zo is er maar één'
Eind februari 2008 deed ze voor de tweede keer mee met het muziekprogramma Zo is er maar één. Daarin nomineerde ze het nummer Afscheid van een vriend, origineel van Clouseau, als beste nummer in de categorie Nostalgie. Haar uitvoering van het lied strandde uiteindelijk op een derde plaats. Eerder in 2006 zong ze er al Arme Joe van Will Tura.

### X Factor
In 2008 presenteerde Hadise de tweede editie van X-factor op VTM.

### Eurovisiesongfestival 2009
Eind oktober 2008 maakte de Turkse zender TRT bekend dat hun keuze voor het Eurovisiesongfestival was gevallen op Hadise. Op 6 november 2008 reisde Hadise naar Turkije om een officiële persconferentie te houden. Daar tekende ze samen met TRT een contract voor deelname aan het Eurovisiesongfestival. Tijdens oudejaarsavond 2008 stelde ze het festivallied Düm Tek Tek officieel voor aan het Turkse publiek. Op 12 mei 2009 nam Hadise deel aan de eerste halve finale en kwalificeerde zij zich voor de finale op 16 mei. Zij was in de eerste halve finale met 172 punten op de tweede plaats geëindigd, na IJsland. In de finale trad zij als achttiende aan. Hadise eindigde uiteindelijk vierde met 177 punten.
Op 18 april 2009 kwam ze de Ultratop 50 binnen op een zesendertigste plaats. Haar derde album "Fast life" verscheen op vrijdag 15 mei 2009.

### Sing Again
In 2024 was ze jurylid in Sing Again op VTM samen met Stan Van Samang, Nina De Man, Karen Damen en Aaron Blommaert.

## Discografie

### Albums
| Album met hitnotering(en) in de Vlaamse Ultratop 200 albums | Datum van verschijnen | Datum van binnenkomst | Hoogste positie | Aantal weken | Opmerkingen |
| ----------------------------------------------------------- | --------------------- | --------------------- | --------------- | ------------ | ----------- |
| Sweat                                                       | 04-11-2005            | 19-11-2005            | 52              | 5            |             |
| Hadise                                                      | 06-06-2008            | 14-06-2008            | 19              | 10           |             |
| Fast life                                                   | 15-05-2009            | 23-05-2009            | 16              | 13           |             |
| Kahraman                                                    | 23-06-2009            | -                     | -               | -            |             |
| Aşk Kaç Beden Giyer?                                        | 11-04-2011            | -                     | -               | -            |             |
| Tavsiye                                                     | 04-08-2014            | -                     | -               | -            |             |

### Singles
| Single met hitnotering(en) in de Vlaamse Ultratop 50 | Datum van verschijnen | Datum van binnenkomst | Hoogste positie | Aantal weken | Opmerkingen |
| ---------------------------------------------------- | --------------------- | --------------------- | --------------- | ------------ | ----------- |
| Sweat                                                | 2004                  | 27-11-2004            | 19              | 14           |             |
| Stir me up                                           | 2005                  | 21-05-2005            | 22              | 12           |             |
| Milk chocolate girl                                  | 2005                  | 01-10-2005            | 13              | 18           |             |
| Ain't no love lost                                   | 2005                  | 28-01-2006            | 45              | 2            |             |
| Bad boy                                              | 2006                  | 26-08-2006            | 22              | 11           |             |
| A good kiss                                          | 2007                  | 22-09-2007            | 28              | 8            |             |
| My Body                                              | 01-02-2008            | 23-02-2008            | 8               | 9            |             |
| My man and the devil on his shoulder                 | 06-06-2008            | 14-06-2008            | tip9            | -            |             |
| Düm Tek Tek                                          | 24-03-2009            | 18-04-2009            | 1(3wk)          | 15           |             |
| Fast Life                                            | 2009                  | 11-07-2009            | tip2            | -            |             |

## Muziekprijzen
| Jaar | Prijs                  | Categorie                          | Genomineerd werk | Resultaat   |
| ---- | ---------------------- | ---------------------------------- | ---------------- | ----------- |
| 2005 | TMF Awards             | Best New Artist                    | Sweat            | Genomineerd |
| 2005 | Altın Kelebek ödülleri | Best New Artist (female)           | Stir Me Up       | Gewonnen    |
| 2006 | TMF Awards             | Best Urban                         | Sweat            | Gewonnen    |
| 2007 | TMF Awards             | Best Urban                         | A Good Kiss      | Gewonnen    |
| 2008 | MTV EMA Awards         | Best Turkish act                   | Deli Oğlan       | Genomineerd |
| 2008 | TMF Awards             | Best Urban                         | My Body          | Genomineerd |
| 2008 | TMF Awards             | Best Female Artist                 | Hadise           | Genomineerd |
| 2008 | TMF Awards             | Best Video                         | My Body          | Genomineerd |
| 2009 | Jetix Kids Awards 2009 | Best Female                        |                  | Gewonnen    |
| 2010 | Balkan Music Award     | Best Female Actress of the Balkans |                  | Gewonnen    |

1975: Semiha Yankı · 
1978: Nilüfer & Nazar · 
1980: Ajda Pekkan · 
1981: Modern Folk Trio & Ayşegül · 
1982: Neco · 
1983: Çetin Alp & The Short Waves · 
1984: Beş Yıl Önce On Yıl Sonra · 
1985: MFÖ · 
1986: Klips ve Onlar · 
1987: Seyyal Taner & Lokomotif · 
1988: MFÖ · 
1989: Pan · 
1990: Kayahan · 
1991: İzel Çeliköz, Reyhan Karaca & Can Uğurluer · 
1992: Aylin Vatankoş · 
1993: Burak Aydos · 
1995: Arzu Ece · 
1996: Şebnem Paker · 
1997: Şebnem Paker & Grup Etnik · 
1998: Tüzmen · 
1999: Tuba Önal & Grup Mistik · 
2000: Pınar Ayhan & Grup SOS · 
2001: Sedat Yüce · 
2002: Buket Bengisu & Grup Safir · 
2003: Sertab Erener · 
2004: Athena · 
2005: Gülseren · 
2006: Sibel Tüzün · 
2007: Kenan Doğulu · 
2008: Mor ve Ötesi · 
2009: Hadise · 
2010: MaNga · 
2011: Yüksek Sadakat · 
2012: Can Bonomo
- International Standard Name Identifier: 0000 0001 3360 4298
- Library of Congress Control Number: n2012057442
- MusicBrainz: 812a9440-b8f0-4445-b6c3-0e3da0cbbe41
- Virtual International Authority File: 267034149
- WorldCat: E39PBJcR73BW3H8vXfrFh3MXVC